# Nikica Brumen
Nikica Brumen (tudi Nika Brumen), slovenska bibliotekarka in bibliografka, * 27. september 1929, Murska Sobota, † 29. junij 2001, Murska Sobota.

## Življenje in delo
Po diplomi iz matematike 1953 na ljubljanski Prirodoslovno matematični fakulteti je poučevala na gimnaziji v Murski Soboti. V letih 1957−81 je bila bibliotekarka in upravnica v Pokrajinski in študijski knjižnici v Murski Soboti, nazadnje je bila v nazivu višje bibliotekarke-specialistke. Utrjevala je knjižničarstvo v Prekmurju in Porabju ter spodbujala madžarsko - slovenske kulturne stike. Za svoje delo na področju knjižničarstva je leta 1967 dobila Čopovo diplomo. Njena bibliografija obsega bibliografije in prispevke s področja knjižničarstva, knjigarnarstva in tiskarstva, poročila o knjigah in nekaj literarnih prispevkov.